# Leichtathletik-Europameisterschaften 2002/Diskuswurf der Männer

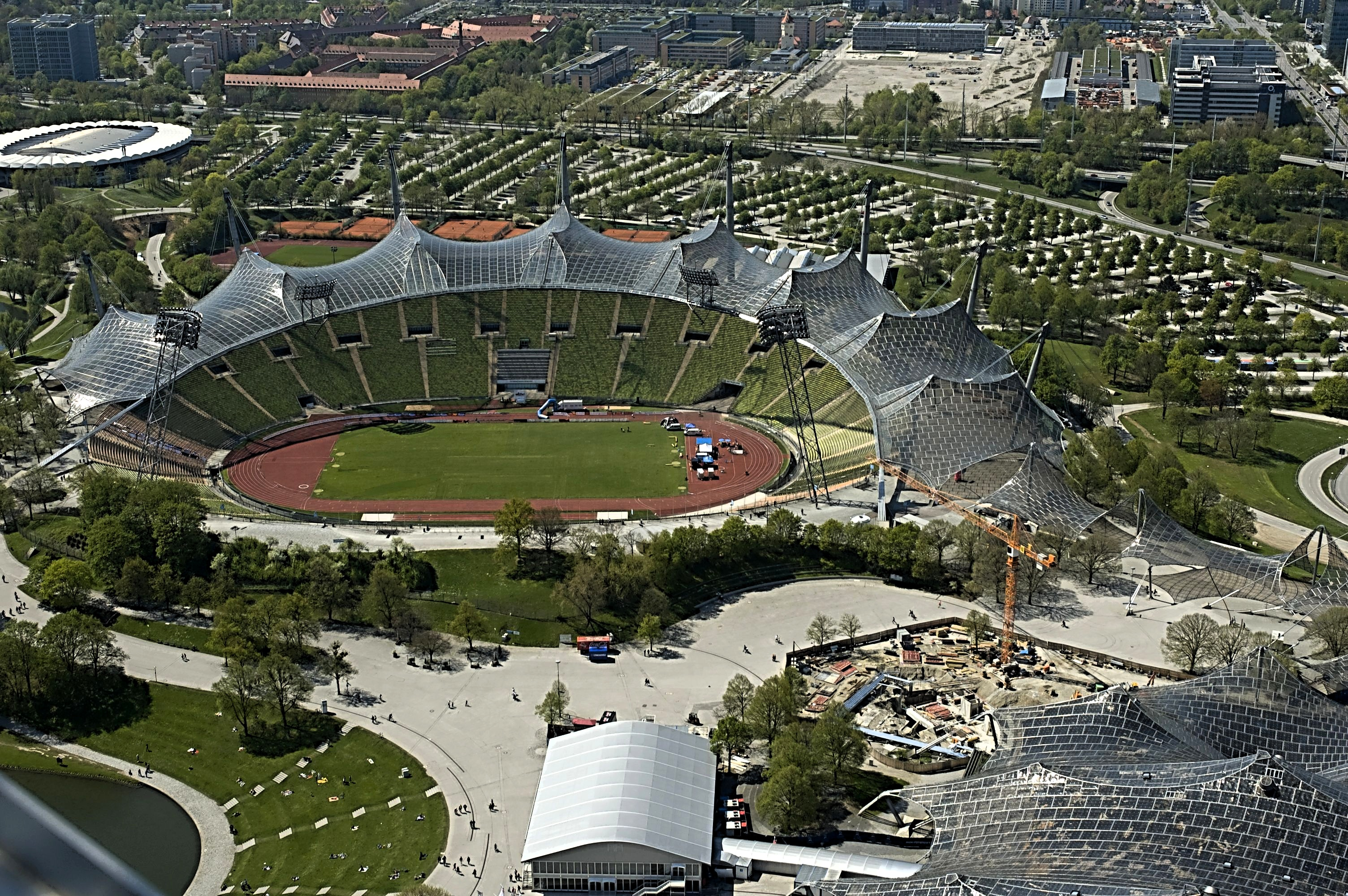
Das Olympiastadion in München von oben im Jahr 2009

Der Diskuswurf der Männer bei den Leichtathletik-Europameisterschaften 2002 wurde am 9. und 11. August 2002 im Münchener Olympiastadion ausgetragen.
Europameister wurde der Ungar Róbert Fazekas. Den zweiten Rang belegte der Olympiasieger von 2000, Vizeweltmeister von 2001 und EM-Dritte von 1998 Virgilijus Alekna aus Litauen. Der deutsche WM-Dritte von 2001 Michael Möllenbeck errang die Bronzemedaille.

## Rekorde

### Bestehende Rekorde
| Weltrekord           | 74,08 m | Jürgen Schult | Neubrandenburg DDR (heute Deutschland) | 6. Juni 1986    |
| Europarekord         | 74,08 m | Jürgen Schult | Neubrandenburg DDR (heute Deutschland) | 6. Juni 1986    |
| Meisterschaftsrekord | 67,08 m | Romas Ubartas | EM Stuttgart, BR Deutschland           | 31. August 1986 |

### Rekordverbesserung
Der ungarische Europameister Róbert Fazekas verbesserte den bestehenden EM-Rekord im Finale am 11. August um 1,75 m auf 68,83 m. Zum Welt- und Europarekord fehlten ihm 5,25 m.

## Legende
Kurze Übersicht zur Bedeutung der Symbolik – so üblicherweise auch in sonstigen Veröffentlichungen verwendet:
| CR | Championshiprekord |
| x  | ungültig           |

## Qualifikation
9. August 2002
28 Wettbewerber traten in zwei Gruppen zur Qualifikationsrunde an. Neun von ihnen (hellblau unterlegt) übertrafen die Qualifikationsweite für den direkten Finaleinzug von 63,00 m. Damit war die Mindestzahl von zwölf Finalteilnehmern nicht erreicht. Das Finalfeld wurde mit den drei nächstplatzierten Sportlern (hellgrün unterlegt) auf zwölf Werfer aufgefüllt. So reichten für die Finalteilnahme schließlich 62,70 m.

### Gruppe A

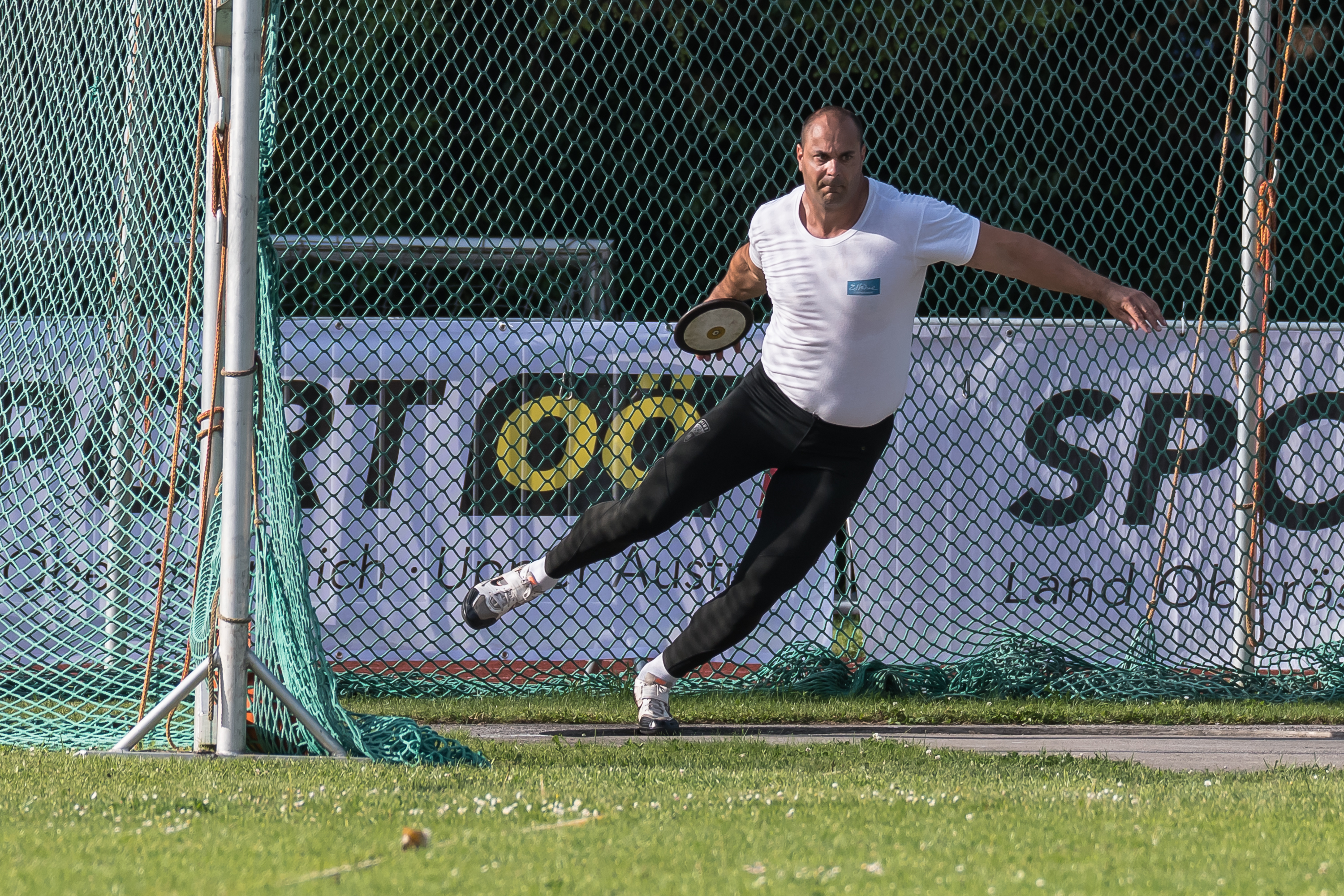
Roland Varga fehlten 56 Zentimeter für die Finalteilnahme

| Platz | Name                  | Nation       | Weite (m) |
| ----- | --------------------- | ------------ | --------- |
| 1     | Mario Pestano         | Spanien      | 65,27     |
| 2     | Virgilijus Alekna     | Litauen      | 64,54     |
| 3     | Gerd Kanter           | Estland      | 63,66     |
| 4     | Leonid Tscherewko     | Belarus      | 62,99     |
| 5     | Ionel Oprea           | Rumänien     | 62,70     |
| 6     | Roland Varga          | Ungarn       | 62,14     |
| 7     | Igor Primc            | Slowenien    | 60,78     |
| 8     | Diego Fortuna         | Italien      | 60,04     |
| 9     | Torsten Schmidt       | Deutschland  | 59,78     |
| 10    | Einar Kristian Tveitå | Norwegen     | 59,69     |
| 11    | Mika Loikkanen        | Finnland     | 59,19     |
| 12    | Jean-Claude Retel     | Frankreich   | 58,29     |
| 13    | Kristian Pettersson   | Schweden     | 56,19     |
| 14    | Sávvas Panávoglou     | Griechenland | 55,64     |

### Gruppe B
| Platz | Name                 | Nation         | Weite (m) |
| ----- | -------------------- | -------------- | --------- |
| 1     | Aleksander Tammert   | Estland        | 65,10     |
| 2     | Michael Möllenbeck   | Deutschland    | 63,92     |
| 3     | Zoltán Kővágó        | Ungarn         | 63,52     |
| 4     | Róbert Fazekas       | Ungarn         | 63,41     |
| 5     | Timo Tompuri         | Finnland       | 63,18     |
| 6     | Dmitri Schewtschenko | Russland       | 63,14     |
| 7     | Jo van Daele         | Belgien        | 62,71     |
| 8     | Libor Malina         | Tschechien     | 60,96     |
| 9     | David Martínez       | Spanien        | 59,27     |
| 10    | Robert Weir          | Großbritannien | 58,37     |
| 11    | Cristiano Andrei     | Italien        | 57,86     |
| 12    | Timo Sinervo         | Finnland       | 57,30     |
| 13    | Jaroslav Žitňanský   | Slowakei       | 56,19     |
| 14    | Olgierd Stański      | Polen          | 55,64     |

## Finale
11. August 2002
| Platz | Name                 | Nation      | Resultat (m) | 1. Versuch (m) | 2. Versuch (m) | 3. Versuch (m) | 4. Versuch (m)                         | 5. Versuch (m)                         | 6. Versuch (m)                         |
| 1     | Róbert Fazekas       | Ungarn      | 68,83 CR     | 66,34          | 66,80          | x              | 65,12                                  | 68,83                                  | 63,88                                  |
| 2     | Virgilijus Alekna    | Litauen     | 66,62000     | 66,62          | 61,52          | 63,11          | 61,26                                  | 63,75                                  | x                                      |
| 3     | Michael Möllenbeck   | Deutschland | 66,37000     | 66,37          | x              | 64,04          | 63,81                                  | x                                      | 65,66                                  |
| 4     | Mario Pestano        | Spanien     | 64,69000     | 64,69          | x              | x              | 61,13                                  | x                                      | 63,68                                  |
| 5     | Aleksander Tammert   | Estland     | 64,55000     | x              | 61,45          | 64,55          | 60,28                                  | 62,10                                  | x                                      |
| 6     | Dmitri Schewtschenko | Russland    | 63,97000     | x              | 63,80          | 63,97          | x                                      | x                                      | 61,86                                  |
| 7     | Zoltán Kővágó        | Ungarn      | 63,63000     | 61,66          | 59,65          | 61,92          | x                                      | x                                      | 63,63                                  |
| 8     | Leonid Tscherewko    | Belarus     | 61,72000     | 61,72          | 61,48          | x              | x                                      | x                                      | 59,96                                  |
| 9     | Timo Tompuri         | Finnland    | 61,17 000    | 60,72          | x              | 61,17          | nicht im Finale der besten acht Werfer | nicht im Finale der besten acht Werfer | nicht im Finale der besten acht Werfer |
| 10    | Jo van Daele         | Belgien     | 61,07000     | 61,07          | x              | 60,64          | nicht im Finale der besten acht Werfer | nicht im Finale der besten acht Werfer | nicht im Finale der besten acht Werfer |
| 11    | Ionel Oprea          | Rumänien    | 60,62000     | x              | 60,62          | 60,53          | nicht im Finale der besten acht Werfer | nicht im Finale der besten acht Werfer | nicht im Finale der besten acht Werfer |
| 12    | Gerd Kanter          | Estland     | 55,14000     | 55,14          | x              | x              | nicht im Finale der besten acht Werfer | nicht im Finale der besten acht Werfer | nicht im Finale der besten acht Werfer |

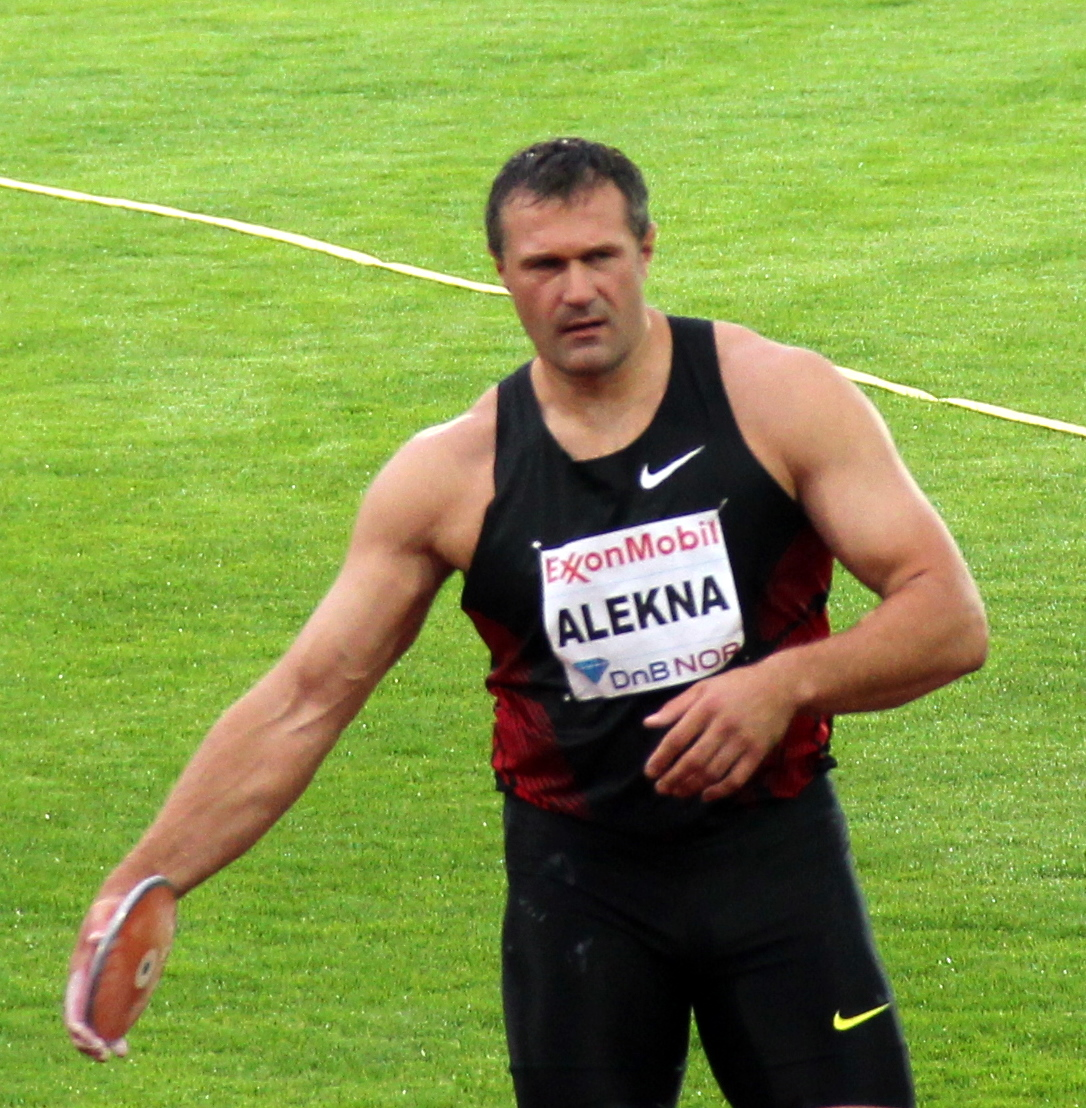
Vizeeuropameister Virgilijus Alekna, 2000 Olympiasieger, 2001 Vizeweltmeister und 1998 EM-Dritter
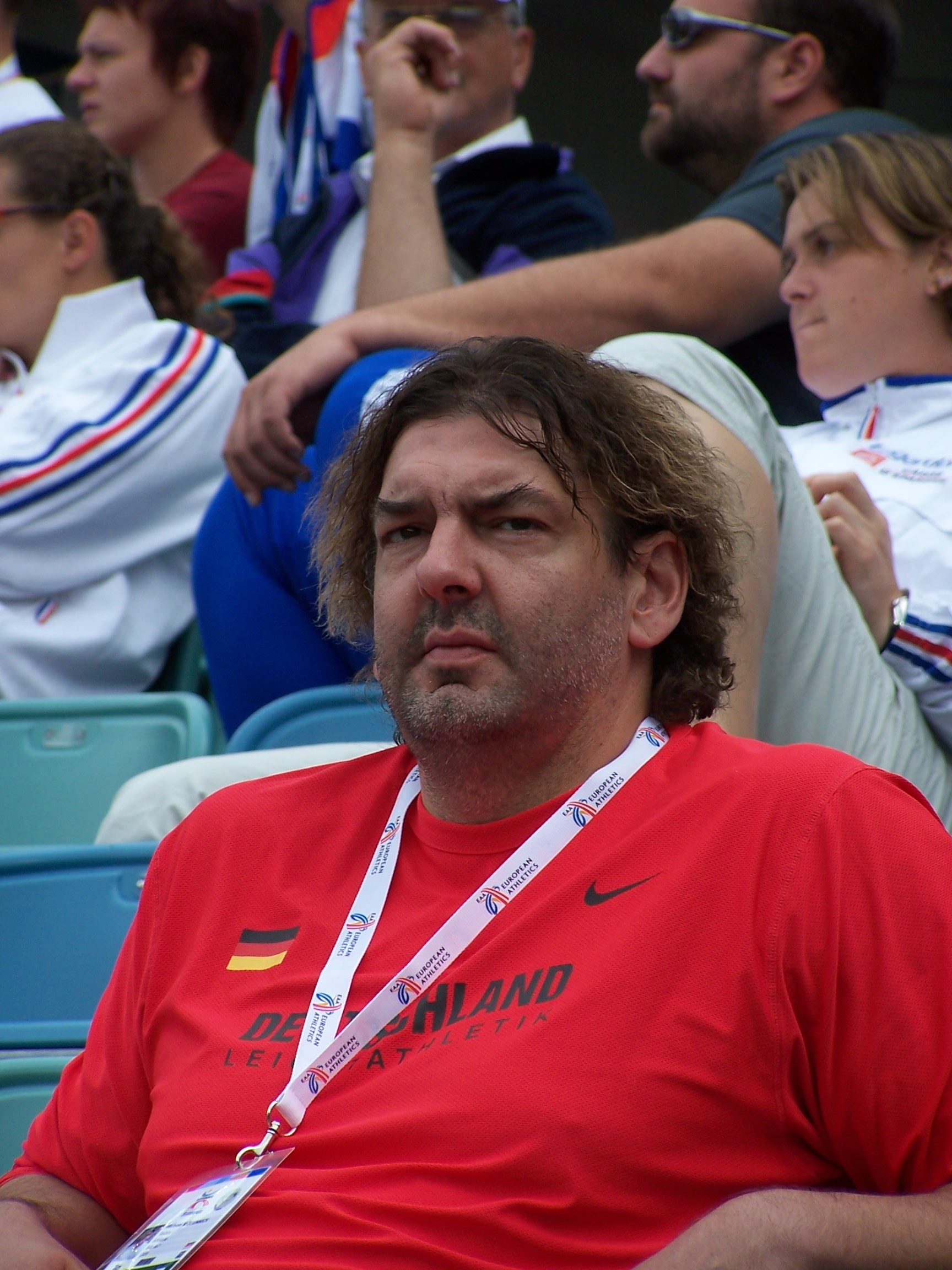
Nach WM-Bronze nun auch EM-Bronze für Michael Möllenbeck
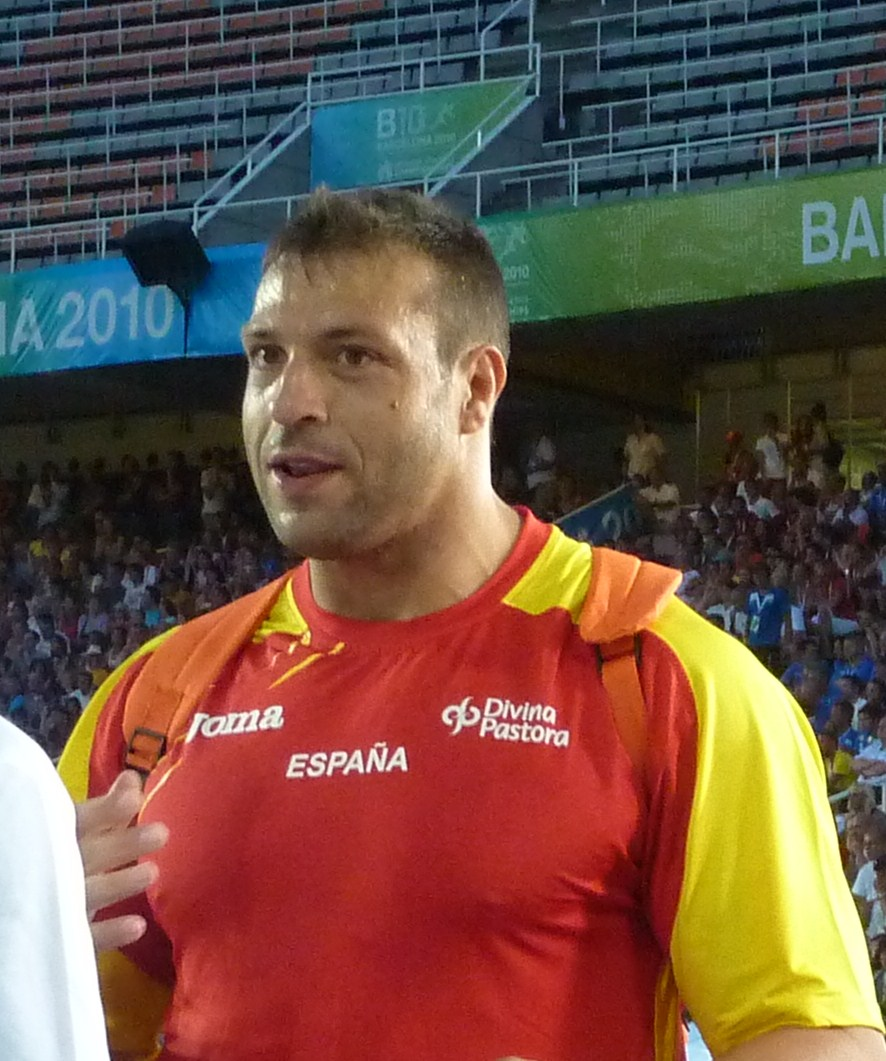
Mario Pestano erreichte Platz vier

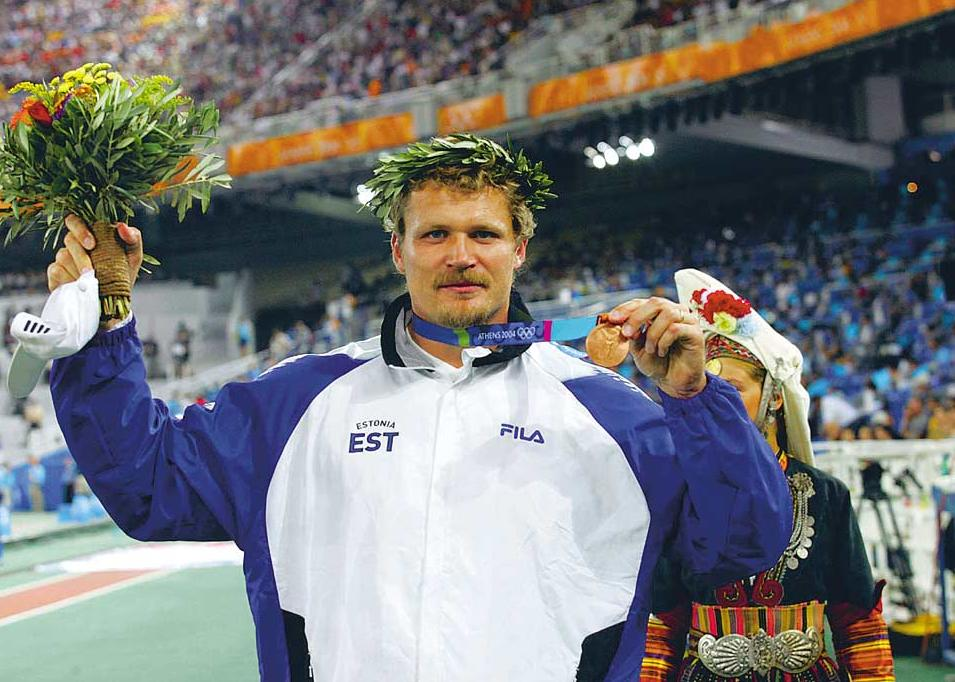
Rang fünf für Aleksander Tammert
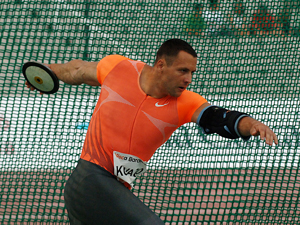
Zoltán Kővágó kam auf den siebten Platz

## Videolink
- Discus MEN 2002 European Championships in Munich qualifications & final, youtube.com, abgerufen am 21. Januar 2023